# Otto Räcke
Otto Räcke (* 2. Oktober 1913 in Köln-Zollstock; † 31. Juli 1983 in Hürth) war langjähriger Gemeindedirektor von Hürth, der größten Gemeinde Deutschlands mit 52.800 Bewohnern im Jahre 1970.

## Leben
Räcke wurde als Sohn des Kölner Militärverwaltungsbeamten Fritz Räcke geboren. Als dieser Polizeikommissar in Hürth wurde, zog die Familie nach Hürth. Hier besuchte Otto Räcke die Hermülheimer Volksschule und das nachmalige Max-Ernst-Gymnasium in Brühl, wo er 1933 sein Abitur als Altsprachler mit Latein, Griechisch und Französisch machte, um anschließend ein Studium der Rechtswissenschaft an der Universität zu Köln zu beginnen. An der Universität lernte er zusätzlich Russisch. Nach Referendar- und Assessorexamen wurde er zum Kriegsdienst eingezogen, den er als Oberleutnant beendete. Bei seinem Einsatz in Russland war die neu erlernte russische Sprache von Nutzen.
Nach dem Krieg arbeitete er nach einer kurzen Zeit bei der Staatsanwaltschaft in Köln als Geschäftsführer für die Wohnungsbaugesellschaft für das Rheinische Braunkohlenrevier und gehörte in dieser Zeit dem Gemeinderat und dem Kreistag des Landkreises Köln an. Er war in dieser Zeit in zahlreichen Gremien vertreten, so zum Beispiel als gewählter Vertreter der Gewerkschaft IG Bergbau im Aufsichtsrat bei Rheinbraun und in der Landschaftsversammlung des Landschaftsverband Rheinland. 1953 wurde er dann als Nachfolger für den  wegen Erkrankung in den Ruhestand versetzten Josef Arens (CDU) von der neuen Ratsmehrheit als Gemeindedirektor gewählt. Dies blieb er als SPD-Mitglied als kommunale Doppelspitze auch mit den CDU-Bürgermeistern, zuletzt wurde er 1969 wieder gewählt. 1972 trat er aus gesundheitlichen Gründen zurück. Auch die Wahl seines Nachfolgers, Georg Rogge (SPD), wurde von der bürgerlichen Mehrheit mitgetragen.
Räcke war verheiratet; mit seiner Frau hatte er zwei Söhne, die beide noch in Hürth wohnen. Sein politischer Nachlass wird im Stadtarchiv Hürth aufbewahrt. Räcke wurde auf dem Friedhof in Alt-Hürth bestattet.

## Wirken
Seine größten Aufgaben in Hürth neben der Wiederaufbauarbeit waren die Planung und Schaffung des neuen Hürther Zentrums zwischen Alt-Hürth und Hermülheim (an Stelle des bisherigen Planes einer Rundstadt ohne spezielles Zentrum) mit dem Einkaufszentrum Hürth Park sowie die Einwerbung zentraler Einrichtungen wie den (zeitweisen) Kreissitz des Rhein-Erft-Kreises und der Ansiedlung des Bundessprachenamts. Die Früchte seiner Arbeit, die Ernennung zur Stadt 1978 in Würdigung der intensiven Bestrebungen um eine Aufwärtsentwicklung ein Jahr nach Eröffnung des von ihm politisch mitgeplanten Einkaufszentrums und nur ein halbes Jahr nach dem Antrag des Gemeinderats, konnte er als Ruheständler noch erleben.

## Ehrungen
Der Rat verlieh ihm bei seiner Pensionierung den Ehrenring. Von anderen Ehrungen bat er abzusehen.
Der Platz vor dem neuen Rathaus wurde nach ihm benannt.